# Dolomiten-Glockenblume
Die Dolomiten-Glockenblume (Campanula morettiana) ist eine Pflanzenart der Gattung Glockenblumen (Campanula) innerhalb der Familie der Glockenblumengewächse (Campanulaceae).

## Merkmale

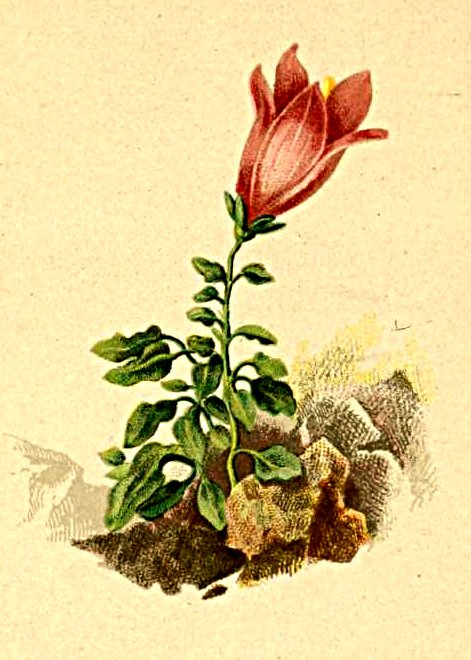
Dolomiten-Glockenblume (Campanula morettiana), Illustration

Die Dolomiten-Glockenblume ist eine in flachen Rasen und Polstern wachsende, ausdauernde Pflanze, die Wuchshöhen von 3 bis 8 Zentimeter erreicht. Der Stängel ist kurz, aufsteigend und meist einblütig. An Blättern, Blattstielen und Kelch ist eine fast borstige Behaarung vorhanden. Die Grundblätter sind breit-oval bis herzförmig, langgestielt und gezähnt. Die Stängelblätter sind oval und verschmälern sich in den Stiel, die oberen Blätter sind sitzend. Die Blüten sind endständig, 20 bis 30 Millimeter lang, glockig-trichterig und meist blau- bis rot-violett, selten weiß gefärbt. Es sind kurze, dreieckige Zipfel vorhanden. Der Kelch hat in den Buchten meist keine Anhängsel, seine Zipfel sind lanzettlich und meist abstehend.
Die Blütezeit reicht von August bis September.

## Vorkommen
Die Dolomiten-Glockenblume ist in den Dolomiten endemisch. Sie wächst in den Ritzen und Spalten senkrechter oder überhängender Kalkfelsen in der subalpinen bis alpinen Stufe in Höhenlagen von 1500 bis 2300 Meter. Die Art ist geschützt nach den Anhängen II und IV der FFH-Richtlinien.

## Taxonomie
Die Dolomiten-Glockenblume wurde 1826 von Heinrich Gottlieb Ludwig Reichenbach in Iconographia Botanica seu Plantae Criticae Band 4 Seite 18 als Campanula morettiana erstbeschrieben. Das Epitheton "morettiana" ehrt den Entdecker der Pflanze, Giuseppe Moretti (1782–1853). Reichenbach schreibt: Hr. Prof. Moretti war so gefällig mir dies Pfänzchen noch frisch in einem Briefe zuzusenden. Moretti sammelte es an den Felsen des "Vadoi im Fassa Thal" im September 1825.